# Aftraditionalisering
Aftraditionalisering er et begreb inden for sociologien, der bruges til at beskrive opløsningen af det traditionelle samfund, herunder de dertilhørende værdier og normer.
Den indflydelsesrige britiske sociolog Anthony Giddens bruger udtrykket i sin forskning, hvor han peger på, at globalisering og informationssamfund fører til en individualisering og tab af traditioner.
For det enkelte menneske kan det virke befriende, at man ikke længere er bundet til at følge faste overleverede traditioner, men det kan også skabe utryghed, fordi traditionelle faste holdepunkter i tilværelsen forsvinder.